# Partawangunan
Partawangunan is een bestuurslaag in het regentschap Kuningan van de provincie West-Java, Indonesië. Partawangunan telt 1907 inwoners (volkstelling 2010).